# Maialen Chourraut
Maialen Chourraut (n. 8 martie 1983, Lasarte-Oria⁠(d), Comunitatea Autonomă a Țării Basce, Spania) este o caiacistă ce a reprezentat Spania, medaliată olimpică. A participat la 5 ediții ale Jocurilor Olimpice (2008, 2012, 2016, 2020, 2024) în care a câștigat o medalie de bronz.